# محمدحسین مهدوی
محمد حسین مهدوی (م. موید) در هفتم تیر ماه ۱۳۲۲ در نجف در خانواده‌ای اهل شعر و ادبیات، از پدری لاهیجی و مادری رودسری به دنیا آمد. از پدرش (آیت الله حاج شیخ محمد مهدوی لاهیجی) دیوان شعری به یادگار مانده است.
(م. موید) ادبیات فارسی را با حضور در مدرسه ایرانیان عراق فرا گرفت و از چهارده سالگی به سرودن شعر پرداخت. وی نخستین بار شعر خود را در انجمن ادبی «خوشه» چاپ کردو بعد، آثار بیشتری از او در جزوه شعر و همچنین مجله فردوسی در طول سال‌های دهه چهل انتشار یافت.
(م. موید) آن گونه که در کتاب «صور و اسباب شعر» نوشته اسماعیل نوری علا، دسته‌بندی شده، به لحاظ سبک شعر به جریان شعری موج نو و شعر حجم تعلق دارد. او همچنین عضو نخستین کانون نویسندگان ایران بود که به همت جلال آل احمد تأسیس شد و در آن شاعران و نویسندگان دیگری چون محمد علی سپانلو، سیمین دانشور، رضا براهنی و... حضور داشتند.
-- زندگی نامه خود نوشت استاد (م. موید)
سایه اولی بود آن سایه/بام سیب بود آنجا که من در آن زاده شدم، هفت تیر ۱۳۲۲/نجف اشرف.
زادگاهم گاهواره هارمونیک از تابش و آوا و آوانوشت بود/کتابخانه پدر مهد کودکی ام بود/نواخت چشم بود/پدر ایرانی روحانی و مادر زار از ستم بارگی جهان و سیاه پوش همیشه. /موسیقی خوابگاهم در سکوت نیمه شبان ترنم‌های محرمانه بود/پدر نیایش می‌کرد/گاهی از تن هموار و آبی ترنم‌ها دریا باری از صدای کلام و چرخش فروچگان اشک بر می‌آمد و چنان بالا می‌گرفت که صدای فروچگان آن را می‌شنیدم. /
تا سیکل اول دبیرستان آنجا بودم. ایرانیان، دبستان و دبیرستان به نام علوی ایرانیان داشتند و من از آنجا داد و ستد کلمات را آغار کردم/و همین نام علوی ایرانیان کار خودش را کرد/پس آنگاه به ایران آمدم، به لاهیجان و تا کنون در آن به سر می‌برم، مگر یازده سال که اینجا و آنجا بودم؛ به ماموریتهای اداری یا تحصیل دانشگاهی که در اصفهان سپری شد. /
از آنجا/از بام سیب، شگرف. شگفتی واژه گلنار شد و کمی ماه آغاز شد/در صحن امیر مؤمنان پدر شگفتی را با با...(روشنی طلعت تو ماه ندارد) سریان فرمود/و گام به گام دست دل و جانم را می‌گرفت: کاری به کار چیزهای دیگر نداشته باش. حرفهایش به کنار سلاست گفتارش را بگیر. /
ایرج میرزا می‌گفت/و به همین سان/نشریات ایرانی به وفور می‌رسیدند/آنگاه نیما دریافت شد و دیگران/که فرزندان ناخلفش از فرزندان خلفش خلف تر بودند/و آنجا هم نازک الملایکه بود و نزار قبالی و شعر ترجمه/به ایران که رسیدم می‌دانستم سرایش دارم/شاملو و فروغ به بسیاری و شاملو و احمدی به شدت حضور داشتند/و من این شدم که نیست.
اما همچنان نشان طعم گندم، دامن مرا گرفته‌است و من هم چنان دچار می‌نوازم. -->
آثاری که تاکنون از م. موید  انتشار یافته اند:
🔹کتابهای شعر:
◇به سپیدی تاج محل
◇دستاس هنوز میچرخد
◇مگر با لبخنده ماه
◇پروانه بی‌خویشی من
◇گلی اما آفتاب گردان
◇پندار آبی
◇نرگس هنوز
◇سیمابهای سیمین
◇درخش شبانه سیب سیاه
◇غزلواره های هزار
◇بی‌‌‌خوانش پرندگان
◇تو کجاست؟
◇سه بار میگویم گل سرخ
◇کارهای شعری(دوجلد)
◇زیر درخت آفتاب
◇ساعت هنوز گل سرخ است
◇ب
◇آوند
◇دوزخ  پشت‌کردن توست
◇مثل سرسبزی ایتاکا
◇چقدر نمی‌میری تو
🔹کتابهای  ادبی پژوهشی:
□حسین علی
□همانِ همیان
□دستینه

## نامگذاری خیابان
در 27 آبان 99 خیابان نیلوفر در محدوده خیابان کلاهدوز، خیابان شهید نعمتی، بنام م.موید تغییر نام یافت.